# Vîla, Tomașpil
Vîla (în ucraineană Вила) este o comună în raionul Tomașpil, regiunea Vinnița, Ucraina, formată numai din satul de reședință.

## Demografie
Componența lingvistică a satului Vîla
     Ucraineană (99,05%)
     Alte limbi (0,95%)
Conform recensământului din 2001, majoritatea populației satului Vîla era vorbitoare de ucraineană (99,05%), existând în minoritate și vorbitori de alte limbi.